# Vérkhnie Mulebki
Vérkhnie Mulebki (en rus: Верхние Мулебки) és un poble de la república del Daguestan, a Rússia. Segons el cens del 2010 tenia 1.451 habitants.